# Pronombre relativo
Los pronombres relativos son un tipo de pronombre que se relacionan con un referente anterior o antecedente, e introducen una oración subordinada relativa. Usualmente se considera que los pronombres relativos ocupan la posición del especificador de la oración, y por tanto la oración de relativo que encabezan puede ser vista como un sintagma complementante.

## Introducción
Las lenguas indoeuropeas introducen las oraciones subordinadas adjetivas mediante pronombres relativos, aunque no todas las lenguas del mundo poseen pronombres relativos de este estilo  que introducen la subordinadas adjetivas.

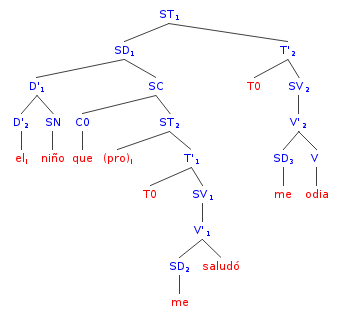
Árbol sintáctico para la oración de ejemplo: "El niño que me saludó me odia".

En las lenguas con pronombres relativos que introducen subordinadas adjetivas estos pronombres tienen una doble función: además de introducir la oración, también cumplen una función sintáctica en ella. Ejemplo:
El niño [que me saludó] me odia.
La proposición subordinada adjetiva se encuentra entre corchetes. El pronombre relativo que, además de hacer de complementador que introduce la subordinada adjetiva, está cumpliendo una función gramatical en ella: la función de sujeto. Otros ejemplos de oraciones de relativo con otras funciones diferente de las de sujeto son:
La resolución de esta causa penal, que conoces muy bien, no es complicada. (Complemento directo)
El hombre al que le diste el dinero no es de fiar (Complemento indirecto)
Las personas con las que se deja ver en público no son de fiar.
El hecho de que el pronombre relativo tenga una función dentro de la oración se refleja en el hecho de la existencia de concordancia, o en que pueda ir precedido de adjetivos:
Los factores aducidos, los cuales implican ...
El factor aducido, el cual implica ...
Obsérvese que en estas dos últimas oraciones el número plural del pronombre relativo concuerda con el número del verbo de la oración subordinada y también con el número del antecedente. En las lenguas indoeuropeas con caso morfológico el pronombre relativo concuerda en género y número con el antecedente, aunque recibe el caso de acuerdo con la función que desempeña dentro de la oración subordinada. En español cuyo, -a funciona de forma de genitivo de que, cual. En latín las siguientes oraciones muestran diferentes casos morfológicos del pronombre relativos dados por su función dentro de la oración subordinada:
Acies ipsa qua cernimus, quae pupilla vocatur, ita parva est ...
'El apuntamiento [del ojo] mismo con el que vemos, que llamamos pupila, es tan pequeño que ...'
Aquí qua tiene género femenino y toma caso ablativo, mientras que el siguiente pronombre relativo quae es también femenino pero toma caso nominativo.

## Pronombres relativos en diversas lenguas

### Pronombres relativos en español
En español pueden hacer de nexo subordinante de la oración adjetiva los siguientes pronombres:
(el / la / los / las / lo) que,
quien / quienes,
el cual / la cual / los cuales / las cuales / lo cual (neutro),
cuanto / cuanta / cuantos / cuantas (= todo lo que / toda la que / todos los que / todas las que), que funciona también como determinante
y el adjetivo relativo (o determinante relativo)
cuyo / cuya / cuyos / cuyas,
Otro tipo de nexo relativo son los llamados "adverbios relativos": donde, cuando, como, cuanto.
Ejemplos:
El chico que vi.
Quien quiera, puede marcharse.
El hombre cuyo padre se puso enfermo ha venido.
La casa donde fui.
Todo cuanto tenía se lo entregué.
Este sistema de pronombres del español es el que se encuentra, con ligeras variaciones en la mayoría de las lenguas románicas.

### Pronombres en lenguas indoeuropeas antiguas
En gran cantidad de lenguas indoueropeas existen pronombres relativos derivados de las forma proto-indoeuropea *kʷe-/ *kʷo-. A partir de estas formas se desarrollaron formas específicas que variaban según género, número y caso. El latín es un ejemplo bastante típico del conjunto máximo de formas que pueden existir:
|            | qui, quae, quod quien, que, el que | qui, quae, quod quien, que, el que | qui, quae, quod quien, que, el que | qui, quae, quod quien, que, el que | qui, quae, quod quien, que, el que | qui, quae, quod quien, que, el que |
| Masculino  | Masculino                          | Femenino                           | Femenino                           | Neutro                             | Neutro                             |                                    |
| Singular   | Plural                             | Singular                           | Plural                             | Singular                           | Plural                             |                                    |
| ---------- | ---------------------------------- | ---------------------------------- | ---------------------------------- | ---------------------------------- | ---------------------------------- | ---------------------------------- |
| Nominativo | quī                                | quī                                | quae                               | quae                               | quod                               | quae                               |
| Genitivo   | cūius                              | quōrum                             | cuius                              | quārum                             | cuius                              | quōrum                             |
| Dativo     | cuī                                | quibus                             | cuī                                | quibus                             | cuī                                | quibus                             |
| Acusativo  | quem                               | quōs                               | quam                               | quās                               | quod                               | quae                               |
| Ablativo   | quō                                | quibus                             | quā                                | quibus                             | quō                                | quibus                             |

### Pronombres relativos en inglés
En inglés existen pronombres relativos derivados del proto-indoeuropeo *kʷe-/ *kʷo- como las formas which, who, ... junto con otras formas de creación más reciente como that. En inglés las oraciones de relativo pueden ser introducidas por alguno de los pronombres relativos, pero pueden prescindir del pronombre relativo siempre y cuando se trate del objeto y no del sujeto de la cláusula de relativo:
The man that I (sujeto) told you about is a doctor.
The man  Ø  I told you about is a doctor.
The man that (sujeto) treated my mother is a doctor.
Esta constituye una innovación del inglés respecto a otras lenguas indoeuropeas, las cuales retienen la obligatoriedad de un pronombre relativo para introducir las oraciones subordinadas adjetivas.

## Lenguas sin pronombres relativos
Algunas como el náhuatl o las lenguas altaicas carecen de pronombres relativos, aunque no por ello dejan de tener oraciones subordinadas de relativo. El turco es un ejemplo interesante, porque además de la forma original de formar las oraciones de relativo sin relativo (1a) por influencia del persa, que es una lengua indoeuropea, ha desarrollado oraciones de relativo introducidas por pronombres relativos (ki) como (1b):
(1a)  [kapıyı kapamıyan] bir çocuk
[puerta no-cerrarla] un niño = 'un niño que no cierra la puerta'
(1b)  bir çocuk [ki kapıyı kapamaz] bir çocuk
uno niño [REL puerta no-cierra] = 'un niño que no cierra la puerta'
El euskera también carece de pronombres relativos y en su lugar usa un clítico verbal para marcar una oración de relativo. La oración (2a) es una oración completa mientras que (2b) es un sintagma nominal complementado por una oración de relativo:
(2a) gizona-k sagarrak erosi ditu
hombre-DEF manzanas comprar AUX
'El hombre ha comprado manzanas'
(2b) [sagarrak erosi dituen] gizona
[manzanas comprar AUX] hombre
'(El) hombre que ha comprado manzanas'